# Fußballländerspiel Israel – Österreich 2001
Das Fußballländerspiel Israel – Österreich (häufig auch als „Skandalspiel“ bezeichnet) fand in der Qualifikation zur Weltmeisterschaft 2002 am 27. Oktober 2001 in Tel Aviv statt. Nach einer 1:0-Führung für Israel erzielte Österreich in der Nachspielzeit den Ausgleichstreffer zum 1:1. Damit erreichte Österreich anstelle von Israel die Relegationsspiele.
Im Vorfeld des Spiels gab es längere mediale Diskussionen aufgrund von Sicherheitsbedenken gegen Israel als Austragungsort. Neun als „Abtrünnige“ bezeichnete Spieler der österreichischen Nationalmannschaft sagten daraufhin ihre Teilnahme am Spiel aus Sicherheitsgründen ab. Bekannt ist auch der Kommentar von Hans Huber bei der Live-Übertragung für den ORF, der nach dem späten Ausgleichstreffer von aufgebrachten Zuschauern mit Gegenständen beworfen wurde und dies minutenlang kommentierte.

## Ausgangslage
| Pl. | Land                | Sp. | S | U | N | Tore    | Diff. | Punkte |
| --- | ------------------- | --- | - | - | - | ------- | ----- | ------ |
| 1.  | Spanien             | 8   | 6 | 2 | 0 | 021:400 | +17   | 20     |
| 2.  | Österreich          | 7   | 4 | 2 | 1 | 009:700 | +2    | 14     |
| 3.  | Israel              | 7   | 3 | 2 | 2 | 011:700 | +4    | 11     |
| 4.  | Bosnien-Herzegowina | 8   | 2 | 2 | 4 | 012:120 | ±0    | 08     |
| 5.  | Liechtenstein       | 8   | 0 | 0 | 8 | 000:230 | −23   | 0      |

Das Spiel Israel gegen Österreich war das letzte Spiel der Qualifikationsgruppe 7 für die Weltmeisterschaft 2002. Spanien stand bereits als Gruppensieger fest. Österreich belegte vor dem Spiel den zweiten Platz der Gruppe, der die Mannschaft zu den Relegationsspielen gegen die Türkei berechtigte. Aufgrund des besseren Torverhältnisses hätte Israel bei einem Sieg die dann punktegleichen Österreicher überholt.
Bereits in der Europameisterschaftsqualifikation 2000 war es zu einem Duell um den Aufstieg in die Relegation gekommen, wobei Israel, damals punktegleich mit Österreich, den Aufstieg schaffte.
Dem Spiel galt schon Monate vor der eigentlichen Austragung aufgrund von Sicherheitsbedenken gegen den Spielort Tel Aviv mediales Interesse. Das ursprünglich für den 7. Oktober 2001 angesetzte Spiel wurde verlegt, nachdem am 4. Oktober eine von Tel Aviv gestartete russische Passagiermaschine über dem Schwarzen Meer irrtümlich abgeschossen worden war. Als neuer Austragungstermin wurde der 27. Oktober festgesetzt.
Für mediale Diskussionen sorgte die Absage von neun Spielern der österreichischen Nationalmannschaft, die aufgrund der Sicherheitsbedenken eine Reise nach Israel verweigerten. Die Absage der von österreichischen Medien als „Abtrünnige“ bezeichneten Spieler stieß auch in Israel auf Resonanz. So wurde die Aussage „Sie haben Angst, sie haben Angst, sie haben Angst“ des früheren israelischen Ministerpräsidenten Benjamin Netanjahu in Werbungen für das Spiel verwendet. Die Verschiebung des Spiels sowie angebliche Boykottdrohungen seitens des österreichischen Fußball-Bundes sorgten ebenfalls für Aufregung.

## Spiel und TV-Kommentar
| Paarung        | Israel – Österreich |
| Ergebnis       | 1:1 |
| Datum          | 27. Oktober 2001 |
| Stadion        | Ramat-Gan-Stadion, Tel Aviv |
| Zuschauer      | 42.000 |
| Schiedsrichter | Vitor Melo Pereira ( Portugal) |
| Tore           | 1:0 Shimon Gershon (56.), 1:1 Andreas Herzog (90.+2') |
| Israel         | Dudu Aouate; Arik Benado, Shimon Gershon, Adoram Keisi; Ofer Talker, Yossi Abukasis, Tal Banin (26. Tal), Eyal Berkovic, David Ben Dayan; Haim Revivo (51. Yaniv Katan), Avi Nimni Cheftrainer: Richard Møller Nielsen ( Dänemark)                                                  |
| Österreich     | Franz Wohlfahrt; Željko Vuković, Thomas Winklhofer, Gerald Strafner (69. Roman Wallner), Gilbert Prilasnig; Markus Schopp (60. Stefan Lexa), Markus Hiden, Ivica Vastić, Andreas Herzog, Richard Kitzbichler (74. Tomislav Kocijan); Mario Haas Cheftrainer: Otto Barić ( Kroatien) |

Das Spiel im mit 42.000 Zuschauern ausverkauften Ramat-Gan-Stadion in Tel Aviv wurde von 42 TV-Sendern übertragen.
In der ersten Hälfte konnte keine der beiden Mannschaften ein Tor erzielen. In der 56. Minute verwandelte Shimon Gershon einen Elfmeter zum 1:0 für Israel. Zu diesem Zeitpunkt war Israel aufgrund der besseren Tordifferenz für die Relegation qualifiziert.
In der Nachspielzeit entschied der Schiedsrichter auf Freistoß für Österreich aus einer Entfernung von 19 Metern. Andreas Herzog schoss den Freistoß durch die Beine eines Verteidigers in der Mauer und erzielte damit das entscheidende 1:1, das zugleich das Endresultat war und Österreich den Aufstieg in die Relegationsspiele sicherte.
In den Relegationsspielen unterlag Österreich der Türkei in beiden Spielen (0:1, 0:5) und verpasste dadurch die Weltmeisterschaft.
Bekannt ist vor allem der Live-Kommentar von ORF-Moderator Hans Huber, der das Spiel aus Tel Aviv kommentierte.
Laut Medienberichten war die Stimmung im Stadion schon zu Beginn des Spiels aufgrund der lange anhaltenden medialen Diskussion im Vorfeld aufgeheizt, laut Huber verhielten sich die Fußballfans im Stadion allerdings das gesamte Spiel über friedlich. Nach dem Ausgleichstreffer wurde Hubers Kommentatorenbox jedoch von verärgerten israelischen Fans mit Gegenständen beworfen. Der hörbar erregte Huber verwendete den Großteil der verbleibenden Sendezeit, um den Zuschauer über die Gegenstände, die auf seine Kommentatorenbox geworfen wurden, zu informieren, wobei er sich beim Zuschauer wiederholt für diese Schilderung entschuldigte.
Ein Auszug aus dem Kommentar:

„Ich werde hier inzwischen mit Orangen, mit Steinen, mit Steinen, mit allen möglichen Gegenständen beschossen, das wird der FIFA gemeldet selbstverständlich. [...] Mich hat gerade – ich weiß, es ist für Sie völlig uninteressant – aber mich hat eine Orange eben auf den Kopf getroffen. Es ist für Sie völlig wurst, das weiß ich, zuhause, ich möchte es Ihnen aber nur sagen, unter welchen Umständen wir jetzt hier arbeiten. Es war völlig friedlich, das Publikum hat sich ordentlich benommen, jetzt allerdings explodiert hier die Stimmung. [...] Ich sag Ihnen das nur, ums zu dokumentieren, dass es hier auch... jetzt fliegen noch immer alle möglichen Becher, Dosen, Gegenstände, alles Mögliche fliegt hier auf mich zu. [...] Steine, Steine, meine Damen und Herren. Ich kann Ihnen nur sagen, ich habe so etwas wirklich noch nicht erlebt. [...] Jetzt hat mich gerade wieder einmal ein Feuerzeug getroffen und noch etwas, aber das alles interessiert uns nicht. [...] Wir werden jetzt hier gezeigt. Da hinten, da sitzen wir und haben uns verbarrikadiert, weil es einfach anders gar nicht mehr möglich ist, hier zu arbeiten. Ich gebe jetzt zurück nach Wien.“